# Madarkhandi, Jamkhandi
Madarkhandi là một làng thuộc tehsil Jamkhandi, huyện Bagalkot, bang Karnataka, Ấn Độ.